# Catagramma vindex
Catagramma vindex är en fjärilsart som beskrevs av Hans Fruhstorfer 1916. Catagramma vindex ingår i släktet Catagramma och familjen praktfjärilar. Inga underarter finns listade i Catalogue of Life.